# Clematis andersonii
Clematis andersonii là một loài thực vật có hoa trong họ Mao lương. Loài này được (C.B.Clarke ex Kuntze) H.Eichler mô tả khoa học đầu tiên năm 1958.